# 光珍寺

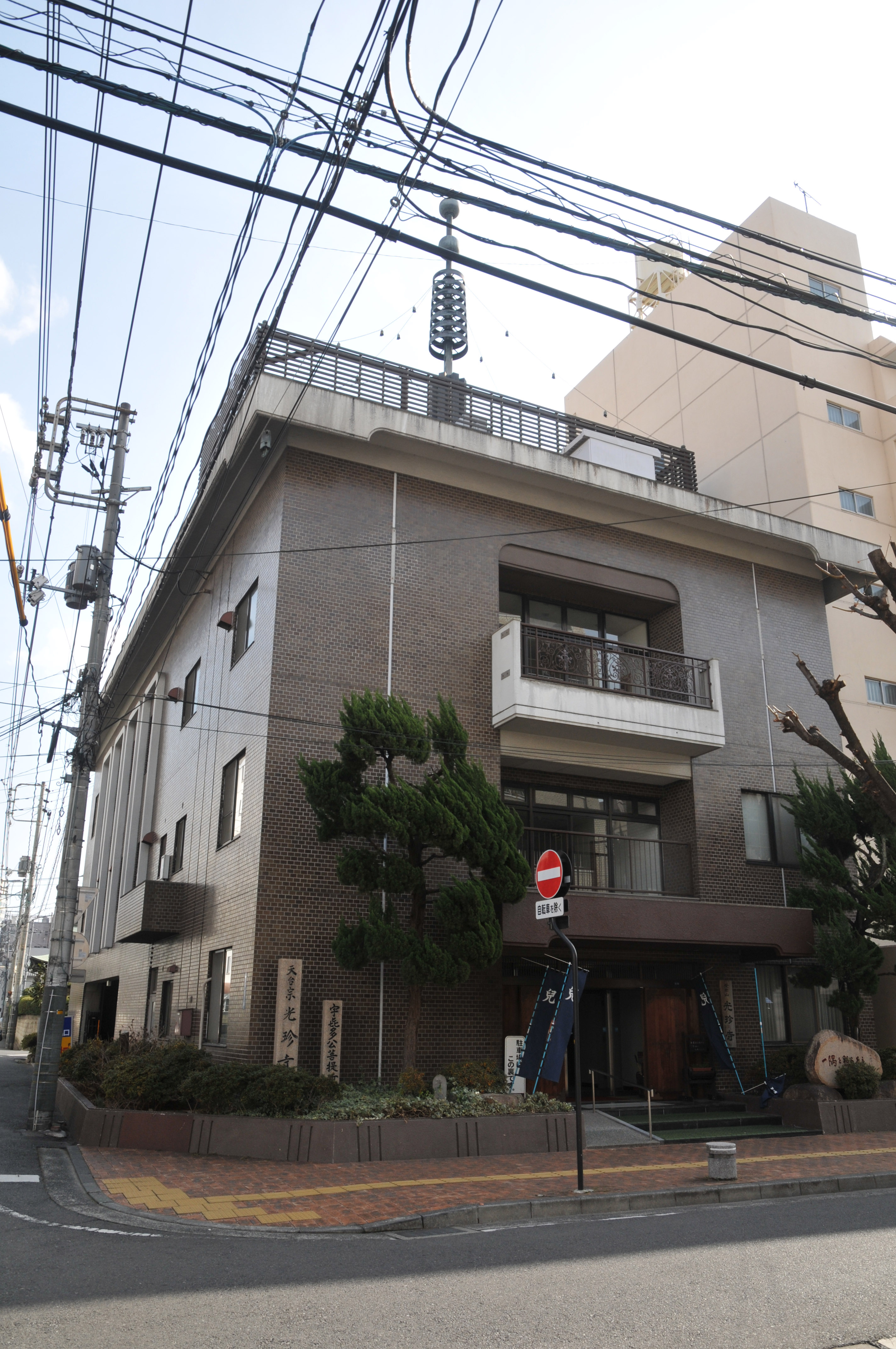
1980年（昭和55年）竣工の旧光珍寺本堂。解体済み

光珍寺（こうちんじ）は、岡山県岡山市北区にある天台宗の寺院。山号は柴岡山（しばおかやま）。本尊は阿弥陀如来。宇喜多氏の菩提寺である。

## 概要
寺伝が詳細に書かれた『備陽記』によれば、報恩大師が奈良時代の天平勝宝元年（749年）、備前国に48ヶ寺を建立した際、2番目に建立した寺院とされる。元来は隣接する岡山寺と同一の寺院であった。
分割までの歴史は岡山寺#歴史を参照。
江戸時代前期の慶安5年（1652年）岡山藩主池田光政の時代、寺院管理の公示により岡山寺光珍寺（現・光珍寺）と岡山寺観音坊（現・岡山寺）に分割された。
昭和20年（1945年）6月29日の岡山空襲によって伽藍を焼亡した。この際に、寺宝の愛染明王像・宇喜多直家木像や宇喜多家歴代の位牌も同時に焼失した。昭和55年（1980年）に本堂が再建された。その本堂も2022年、2023年に分けて解体され、2023年1月、本堂が新築された。